# Acanthodelta thomensis
Acanthodelta thomensis là một loài bướm đêm trong họ Noctuidae.